# きそふくしまスキー場
木曽福島スキー場（きそふくしまスキーじょう）は、長野県木曽郡木曽町にある木曽町営のスキー場である。上級者から初心者までのコースを持つスキー場。

## 概要
1987年に木曽福島町（現・木曽町）により、きそふくしまスキー場として開業。2019年に指定管理者が株式会社nationに変更になるとともに、名称も漢字表記の木曽福島スキー場と変わりリニューアルオープンした。
スキー専用ゲレンデであり、スノーボードは滑走不可。ファミリーの多いスキー場として、安全のためとされている。ゲレンデの真ん中に座り込むボーダーがいないため、非常に快適で滑りやすくなっている。また、晴れた日には雄大な御嶽山が真正面に見えることも一つの醍醐味。
山頂からベースまでの最長滑走距離が4600ｍと長いため、ロングクルージングを楽しむことができる。

## コース
4本のリフトにより、8本のコースとキッズエリアが設定されている。
- ファミリーA
- ファミリーB
- スネーク
- シークレットA
- シークレットB
- シークレットC[注釈 1]
- チャレンジ[注釈 2]
- スカイ
- ウインキーパーク

## リフト

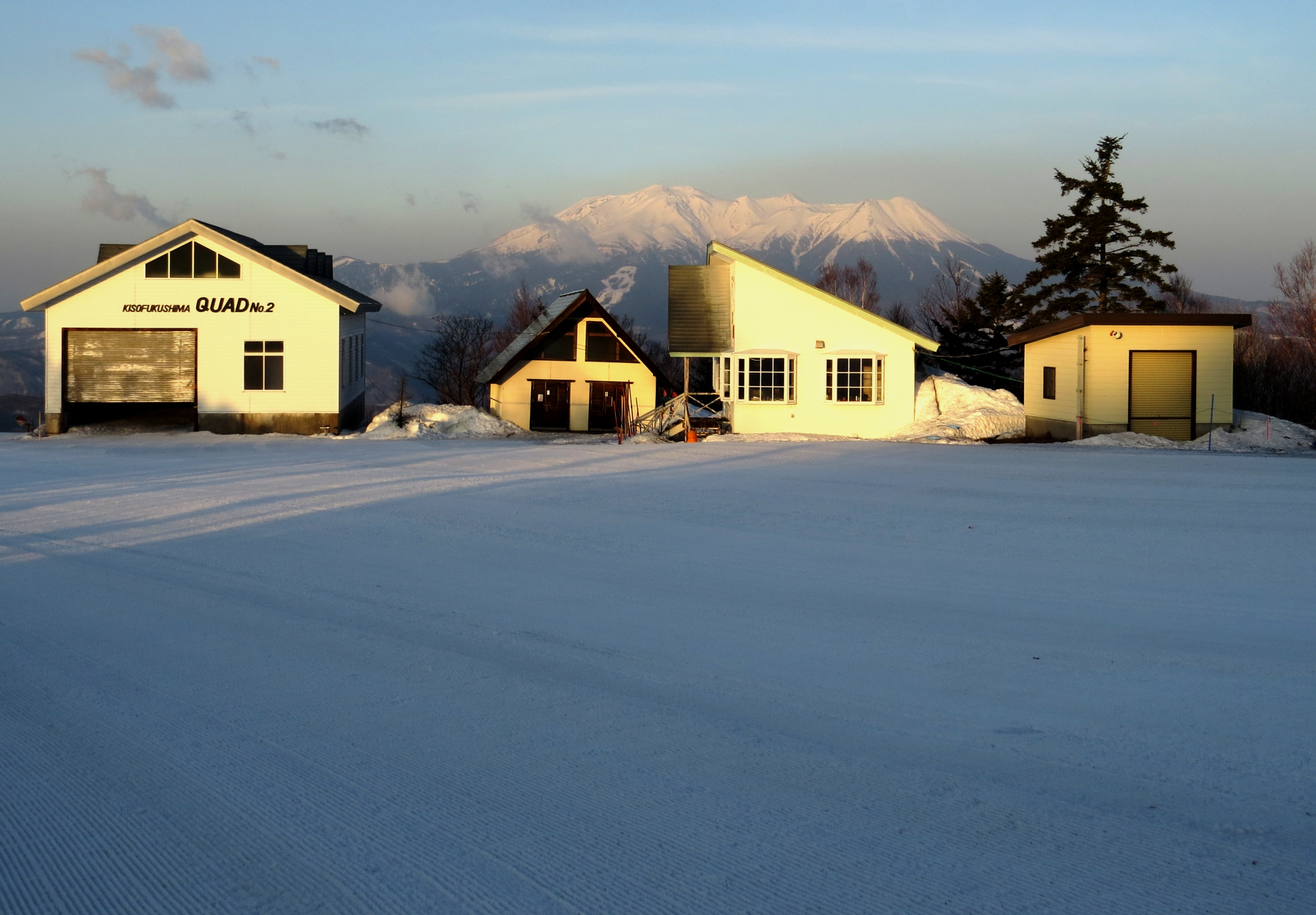
第2クワッドの終点、スキー場の上部のスカイコースなどからは大きな山容の御嶽山を間近に望みながら滑走することができる。

- 高速4人乗りクワッドリフト1基

第2クワッド(1097m)
- トリプルリフト1基

第1トリプル(801m)
- ペアリフト2基

第3ペア(602m)
第4ペア(463m)
- コンベアリフト1基

動く歩道

## 交通
- 中央自動車道：伊那ICから42km、中津川ICから72km
- JR中央本線：木曽福島駅からバス約25分、タクシー約15分。駅から無料シャトルバスあり（事前予約が必要）